# Genealogiae regum Anglorum

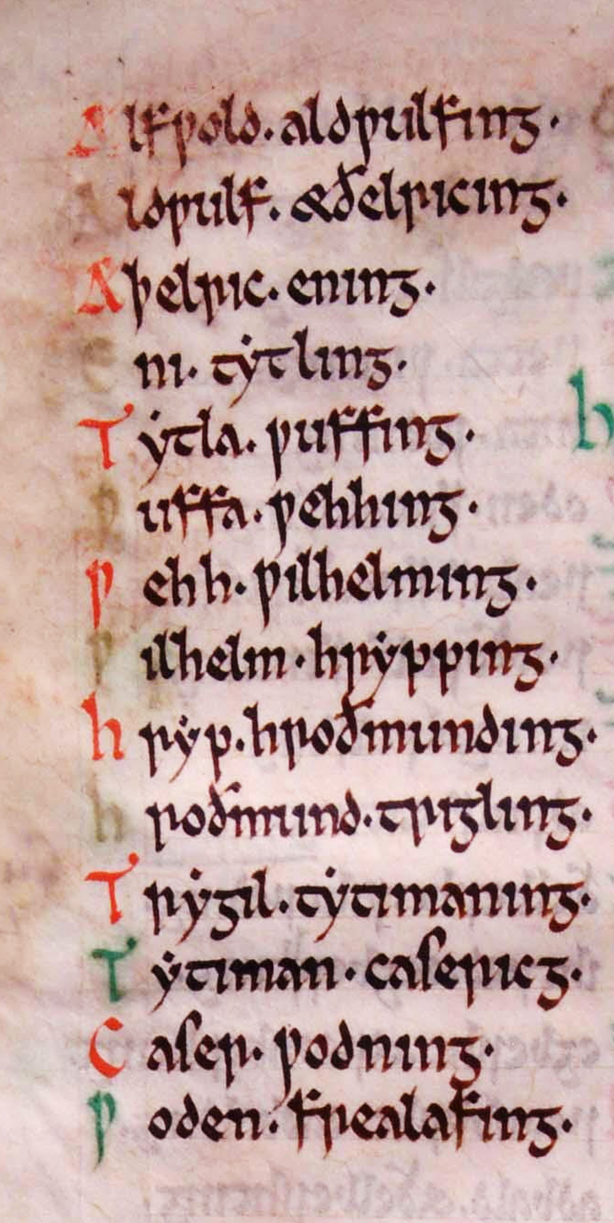
Imagen del manuscrito Textus Roffensis

La Genealogiae regum Anglorum es una colección de genealogías reales y listado de monarcas anglosajones que sobreviven en cuatro manuscritos de los cuales dos se encuentran en la  Biblioteca Británica, un tercer documento en el Corpus Christi College (Cambridge) y el cuarto en la Catedral de Rochester. Por orden cronológico de composición:
| Versión | Institución                        | Manuscrito                                                                                       |
| ------- | ---------------------------------- | ------------------------------------------------------------------------------------------------ |
| V       | Biblioteca Británica               | Biblioteca Cotton Vespasian B vi. fols. 104–109                                                  |
| C       | Corpus Christi College (Cambridge) | CCCC 183                                                                                         |
| T       | Biblioteca Británica               | Cotton MS. Tiberius B v., vol. 1, fols. 2–73 and 77–88, and Cotton MS. Nero D ii., fols 238–241. |
| R       | Catedral de Rochester              | A.3.5, los Textus Roffensis                                                                      |

## Contenido
Todos los manuscritos contienen genealogías de los reinos de Deira, Bernicia, Mercia, Lindsey, Kent y Estanglia.  Tres de los manuscritos (C, T y R) también contiene la genealogía del reino de Wessex y una lista de monarcas de Northumbria y Mercia.